# 亚历克斯·泰特
亚历克斯·泰特（英語：Alex Tait，1972年6月13日—），来自凯帕拉区，新西兰前男子板球运动员。他曾代表新西兰国家队参加1998年英联邦运动会板球比赛，获得一枚铜牌。